# Danh sách di sản văn hóa Tây Ban Nha được quan tâm ở Montuïri
Danh sách di sản văn hóa Tây Ban Nha được quan tâm ở Montuïri.
| Tên                                                                | Dạng                                                                 | Địa điểm              | Tọa độ                                        | Số hồ sơ tham khảo? | Ngày nhận danh hiệu? | Hình ảnh                                           |
| ------------------------------------------------------------------ | -------------------------------------------------------------------- | --------------------- | --------------------------------------------- | ------------------- | -------------------- | -------------------------------------------------- |
| Cruz Son Rafel Mas                                                 | Di tích Cruz de término Kiểu: Nghệ thuật Gothic Thời gian: Thế kỷ 16 | Montuiri Pozo del Dau | 39°34′08″B 2°59′01″Đ / 39,568889°B 2,983611°Đ | RI-51-0010325       | 25-09-1998           | Cruz de Son Rafel Mas · Upload image               |
| Nhà thờ San Bartolomé (Montuiri)                                   | Di tích Kiến trúc tôn giáo                                           | Montuiri Plaza Mayor  | 39°34′02″B 2°58′54″Đ / 39,567344°B 2,981707°Đ | RI-51-0010565       | 06-10-2004           | Iglesia Parroquial de San Bartolomé · Upload image |
| Talayote Son Fornérs                                               | Di tích Khảo cổ học Văn hóa talayótica                               | Montuiri              | 39°35′03″B 2°58′02″Đ / 39,584149°B 2,967232°Đ | RI-51-0002446       | 10-09-1966           | Talayote de Son Fornérs · Upload image             |
| Cruz D'en Gegues                                                   | Di tích                                                              | Montuiri              |                                               | RI-51-0010328       | 25-09-1998           | Upload image                                       |
| Cruz Des Molinar hay Cruz Les Tres Cruzs                           | Di tích                                                              | Montuiri              |                                               | RI-51-0010327       | 25-09-1998           | Upload image                                       |
| Cruz Ca Ses Monjes                                                 | Di tích                                                              | Montuiri              |                                               | RI-51-0010326       | 25-09-1998           | Upload image                                       |
| Hang Can Calussa                                                   | Di tích                                                              | Montuiri              |                                               | RI-51-0002434       | 10-09-1966           | Upload image                                       |
| Hang Es Molinar (Cova D'en Xorri)                                  | Di tích                                                              | Montuiri              |                                               | RI-51-0002437       | 10-09-1966           | Upload image                                       |
| Hang Es Molinar (Pou Sa Cova)                                      | Di tích                                                              | Montuiri              |                                               | RI-51-0002438       | 10-09-1966           | Upload image                                       |
| Hang Rafal Aixat                                                   | Di tích                                                              | Montuiri              |                                               | RI-51-0002440       | 10-09-1966           | Upload image                                       |
| Hang Ses Vịnh nhỏ (Puig Des Moro)                                  | Di tích                                                              | Montuiri              |                                               | RI-51-0002436       | 10-09-1966           | Upload image                                       |
| Hang Son Comelles (Sa Plana)                                       | Di tích                                                              | Montuiri              |                                               | RI-51-0002443       | 10-09-1966           | Upload image                                       |
| Hang Son Company                                                   | Di tích                                                              | Montuiri              |                                               | RI-51-0002444       | 10-09-1966           | Upload image                                       |
| Hang Son Costa (Montuiri/Montuïri)                                 | Di tích                                                              | Montuiri              |                                               | RI-51-0002445       | 10-09-1966           | Upload image                                       |
| Hang Son Ripoll Vell (Can Cavaller)                                | Di tích                                                              | Montuiri              |                                               | RI-51-0002449       | 10-09-1966           | Upload image                                       |
| Hang Son Toni Coll                                                 | Di tích                                                              | Montuiri              |                                               | RI-51-0002450       | 10-09-1966           | Upload image                                       |
| Nghĩa địa Sa Tháp (Es Velar)                                       | Di tích                                                              | Montuiri              |                                               | RI-51-0002451       | 10-09-1966           | Upload image                                       |
| Nghĩa địa Son Manera (Sa Vinya)                                    | Di tích                                                              | Montuiri              |                                               | RI-51-0002447       | 10-09-1966           | Upload image                                       |
| Tàn tích Tiền sử Es Rafal (Pleta Des Rafalet, Campanari Des Moros) | Di tích                                                              | Montuiri              |                                               | RI-51-0002439       | 10-09-1966           | Upload image                                       |
| Tàn tích Tiền sử Sabó                                              | Di tích                                                              | Montuiri              |                                               | RI-51-0002441       | 10-09-1966           | Upload image                                       |
| Tàn tích Tiền sử Son Comelles (Es Molinot)                         | Di tích                                                              | Montuiri              |                                               | RI-51-0002442       | 10-09-1966           | Upload image                                       |
| Tàn tích Tiền sử Son Ribes                                         | Di tích                                                              | Montuiri              |                                               | RI-51-0002448       | 10-09-1966           | Upload image                                       |
| Talayote Ses Vịnh nhỏ (Puig Des Moro)                              | Di tích                                                              | Montuiri              |                                               | RI-51-0002435       | 10-09-1966           | Upload image                                       |